# Hodgesiella quaggella
Hodgesiella quaggella is een vlinder uit de familie van de Prachtmotten (Cosmopterigidae). De soort is voor het eerst wetenschappelijk beschreven als Laverna quaggella door Hugo Theodor Christoph in een publicatie uit 1877.
De soort komt voor in Turkmenistan.